# سفيان أمرابط
سفيان أمرابط (أمازيغية: ⵙⵓⴼⵢⴰⵏ ⴰⵎⵕⴰⴱⵟ)، (مواليد 21 أغسطس 1996) لاعب كرة قدم مغربي يلعب في مركز الوسط لنادي فنربخشة التركي كما يلعب للمنتخب المغربي. وهو شقيق اللاعب نور الدين أمرابط.

## النشأة
وُلد سفيان أمرابط يوم 21 أغسطس 1996، بهولندا لعائلة أمازيغية مغربية تعود أصولها إلى المراقي بن الطيب بإقليم الدريوش في جبال الريف.

## مسيرته مع النادي
بدأ سفيان أمرابط مشواره بأكاديمية نادي أوترخت الهولندي وتدرج في فئات الشباب للنادي، وقد ظهر لأول مرة في مسيرته المهنية في عام 2014.
عندما كان يلعب ضمن فئة أقل من 19 سنة، وبعد الأداء المميز للاعب في كأس العالم للناشئين بالإمارات العربية المتحدة رفقة المنتخب الوطني المغربي لأقل من 17 سنة، سارع نادي اوتريخت إلى ربط الاتصالات باللاعب من أجل أن يوقع على عقد احترافي على أمل قطع الطريق أمام الأندية الأوروبية المهتمة به، وتوصل النادي لاتفاق مع اللاعب ووقع على عقد ممتد لغاية 2017.

## مسيرته الدولية
ولد أمرابط في هولندا، ومثّل منتخب هولندا على المستوى الدولي للشباب في عام 2010 قبل أن ينتقل إلى المغرب في عام 2013. وقد ظهر لأول مرة مع منتخب المغرب في عام 2017، ومنذ ذلك الحين مثل بلاده في نسختين من نهائيات كأس العالم لكرة القدم وكأس أمم أفريقيا مرة واحدة المنافسة.

### منتخب هولندا للشباب
ولد أمرابط في هولندا لأبوين من أصل مغربي. قام في بداية مسيرته بتمثيل هولندا في مستوى أقل من 15 عامًا.

### المغرب
تم اختيار أمرابط للمشاركة مع منتخب المغرب تحت 17 سنة في كأس العالم تحت 17 سنة 2013.
في 28 مارس 2017، ظهر أمرابط لأول مرة مع المنتخب المغربي في مباراة ودية، وفاز 1-0 على منتخب تونس. في مايو 2018، تم اختياره ضمن قائمة منتخب المغرب المكونة من 23 لاعبا لكأس العالم 2018 في روسيا. في 10 نوفمبر 2022، تم اختيار أمرابط في قائمة المنتخب المغربي المكونة من 26 لاعبا لكأس العالم لكرة القدم 2022 في قطر. في 6 ديسمبر 2022، قدم أداءً قويًا ضد إسبانيا، حيث حافظ على السيطرة على الكرة في مواقع خطيرة وأجرى تدخلات حاسمة لإخراجهم من كأس العالم، مما أدى إلى زيادة الاهتمام بخدماته في جميع أنحاء أوروبا.

## الإحصائيات

### المنتخب
آخر تحديث 22 مارس 2024.
| المنتخب الوطني | العام   | الظهور | الأهداف |
| -------------- | ------- | ------ | ------- |
| المغرب         | 2017    | 2      | 0       |
| المغرب         | 2018    | 6      | 0       |
| المغرب         | 2019    | 6      | 0       |
| المغرب         | 2020    | 4      | 0       |
| المغرب         | 2021    | 9      | 0       |
| المغرب         | 2022    | 19     | 0       |
| المغرب         | 2023    | 4      | 0       |
| المغرب         | 2024    | 6      | 0       |
| المجموع        | المجموع | 56     | 0       |

## الإنجازات

### النادي
فينورد روتردام
- كأس هولندا (1): 2017–18[16]
- كأس السوبر الهولندي (2): 2017، 2018

 كلوب بروج
- الدوري البلجيكي الممتاز (1): 2020[17]

 مانشستر يونايتد
- كأس الاتحاد الإنجليزي (1): 2023–24[18]

### المنتخب
المغرب
- كأس العالم:
  - المركز الرابع: 2022

### فردية
- لاعب الشهر في الدوري الهولندي: نوفمبر 2017[19]
- أفضل لاعب شاب في نادي أوتريخت: 2017
- لاعب الموسم في نادي هيلاس فيرونا: 2020[20]
- أفضل لاعب أفريقي في الدوري الإيطالي: 2020[21]
- لاعب الشهر في نادي فيورنتينا: يناير 2021، سبتمبر 2022[22]
- الاتحاد الدولي لتاريخ وإحصاءات كرة القدم: تشكيلة العام في أفريقيا: 2022،[23] 2023[24]
- كأس العالم تشكيلة البطولة: 2022[25]